# سيفاكا ميلن ادواردز
سيفاكا ميلن ادواردز (الاسم العلمي: Propithecus edwardsi) (بالإنجليزية: Milne-Edwards’s Sifaka)‏ هي نوع من الحيوانات تتبع جنس السيفاكا من الفصيلة الإندرية.